# 大艾格布朗什
大艾格布朗什（法語：Grand-Aigueblanche，法語發音：[ɡʁɑ̃.t‿ɛɡblɑ̃ʃ]）是法国萨瓦省的一个市镇，属于阿尔贝维尔区。该市镇于2019年由原市镇艾格布朗什、勒布瓦和圣奥延合并而成，行政中心位于艾格布朗什。

## 地理
大艾格布朗什（45°30'6"N, 6°30'37"E）面积27.33 平方千米，位于法国奥弗涅-罗讷-阿尔卑斯大区萨瓦省，该省份为法国东部省份，历史上为薩伏依的一部分，北起上萨瓦省，西接伊泽尔省和安省，南部和东部与上阿尔卑斯省和意大利接壤。
与大艾格布朗什接壤的市镇（或旧市镇、城区）包括：拉莱谢尔、艾姆拉普拉涅、欧特库尔、穆捷、莱贝尔维尔、萨兰-方丹、莱萨旺谢-瓦尔莫雷勒。
大艾格布朗什的时区为UTC+01:00、UTC+02:00（夏令时）。

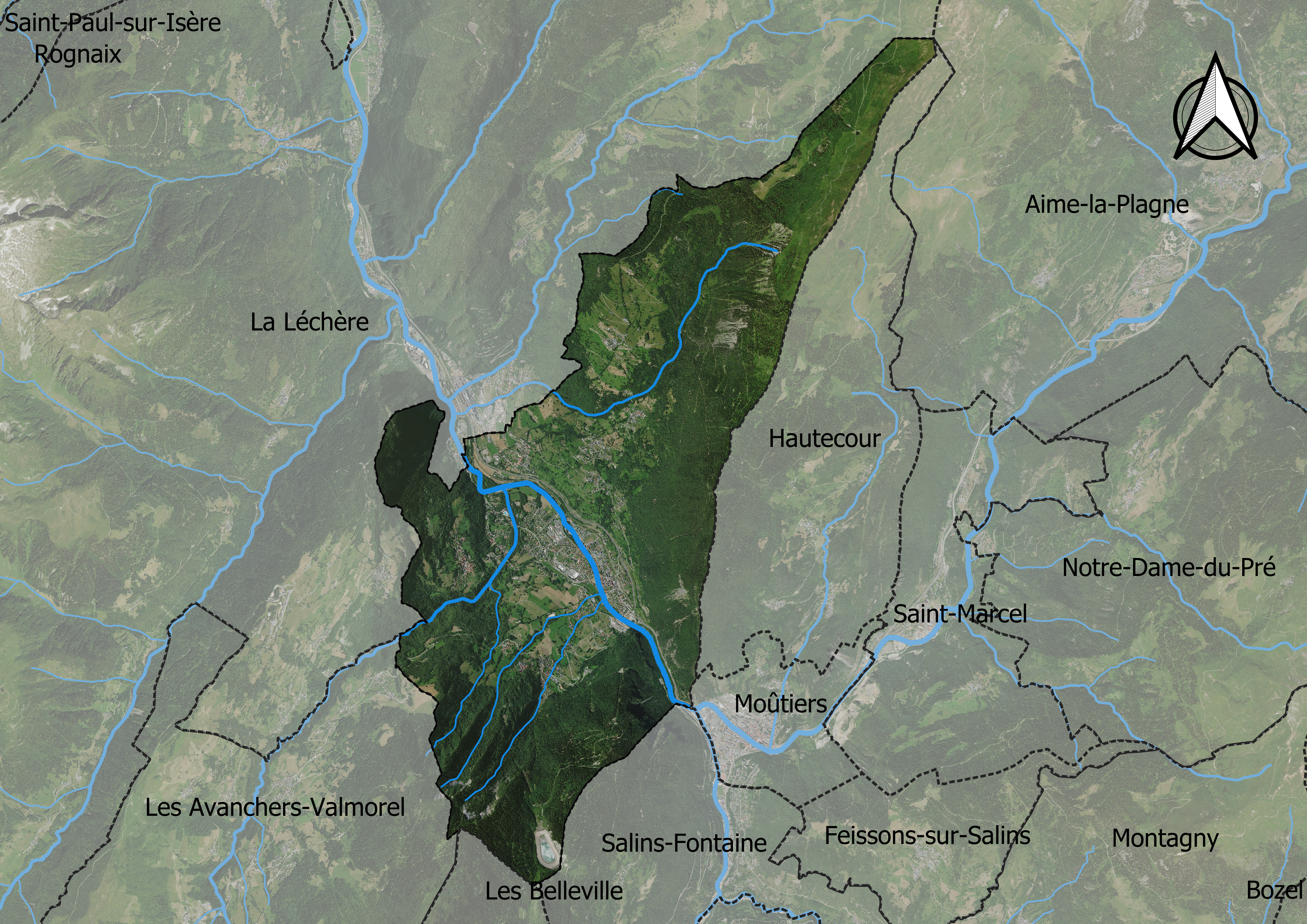
大艾格布朗什的卫星地图

## 行政
大艾格布朗什的邮政编码为73260，INSEE市镇编码为73003。

## 政治
大艾格布朗什所属的省级选区为穆捷县。

## 人口
大艾格布朗什于2022年1月1日时的人口数量为3794人。